# Sanbornville
Sanbornville ist ein Census-designated place in der Town of Wakefield im Carroll County im US-Bundesstaat New Hampshire. Die Volkszählung von 2020 erfasste 963 Einwohner. Der CDP wurde im Jahr 2010 erstmals vom Census definiert. Er umfasst den Kernort der Town of Wakefield.

## Geschichte
Sanbornville war zunächst als Wolfeborough Junction bekannt. Hier zweigte die inzwischen abgebaute Strecke nach Wolfborough von der Bahnstrecke von Rochester nach Conway ab, die diese Stelle im Jahr 1871 erreichte. Wolfeborough Junction war ein Eisenbahndorf, bis ein gewisser John W. Sanborn Land parzellierte und an Siedler weiterverkaufte, das "Sanborn House" errichtete, für die Einrichtung eines Betriebswerkes der Eisenbahn sorgte und Anreize bot, Gewerbebetriebe anzusiedeln. Ihm zu Ehren wurde der Ort in Sanbornville umbenannt.

## Lage
Der CDP liegt bei den Koordinaten 43° 33' 9.00" Nord und 71° 1' 47.20" West auf einer Höhe von 175 Metern über dem Meeresspiegel am Lovell Lake. Die 4,2 km² große Fläche des Gebietes besteht nur aus Land, der Census weist keine Wasserfläche aus. Durch den Ort verläuft die Bahnstrecke sowie die New Hampshire State Routes NH-109 und NH-153. Am Westrand des Gebietes verläuft die NH-16, der "White Mountain Highway".